# بوشقرون
بوشقرون بلدية بولاية بسكرة الجزائرية.